# Helen Reddy
Helen Maxine Reddy, född 25 oktober 1941 i Melbourne i Victoria, död 29 september 2020 i Los Angeles, Kalifornien, var en australisk singer-songwriter och skådespelare.

## Biografi
Reddy flyttade till USA, där hon kom att ha stora skivframgångar, den första 1971 med sin version av I Don't Know How To Love Him (från succémusikalen Jesus Christ Superstar). Året därpå, 1972, hon sjöng och skrev in I Am Woman, som blev etta på hitlistorna inte bara i USA utan världen över. En annan stor hit var Delta Dawn (1973). Hon är även den första kvinnliga artist som inbjöds till att sjunga i Folkrepubliken Kina.
Genom åren har hon sålt 15 miljoner album och 10 miljoner singelskivor. Hon var den första australiensaren som belönades med en Grammy Award.
Bland övriga hitlåtar kan nämnas Leave Me Alone (Ruby Red Dress) (1973) och Angie Baby (1974; och som hade en för sin tid annorlunda och litet smått kuslig musikvideo).
Reddy medverkade även i några filmer, bl.a. Katastroflarm 1974 (i rollen som Sister Ruth) och Peter och draken Elliott 1977.
Hon var till sin död bosatt strax utanför Sydney i Australien, där hon var verksam som hypnoterapeut. De sista åren led hon av demens.

## Diskografi

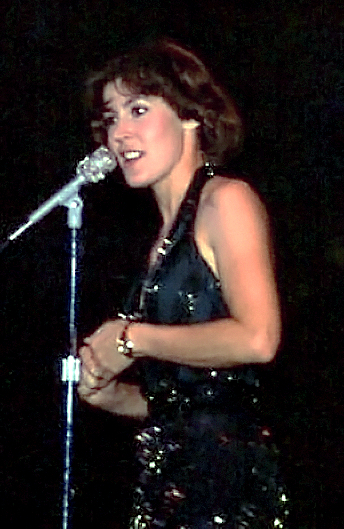
Helen Reddy 1976

### Studioalbum
- 1971 – I Don't Know How to Love Him
- 1971 – Helen Reddy
- 1972 – I Am Woman
- 1973 – Long Hard Climb
- 1974 – Love Song for Jeffrey
- 1974 – Free and Easy
- 1975 – Ain't No Way to Treat a Lady
- 1976 – Music, Music
- 1977 – Ear Candy
- 1977 – Pete's Dragon
- 1978 – Live in London
- 1978 – We'll Sing in the Sunshine
- 1979 – Reddy
- 1980 – Take What You Find
- 1981 – Play Me Out
- 1983 – Imagination
- 1990 – Feel So Young
- 1998 – Center Stage

### Samlingsalbum
- 1975 – Helen Reddy's Greatest Hits (eller "The Best of Helen Reddy")
- 2006 – The Woman I Am: The Definitive Collection
- 2009 – Rarities from the Capitol Vaults (eller "The Capitol Rarities")